# Gavril Tripon
Gavril Tripon (n. 12 martie 1860, Iclod, Comitatul Solnoc-Dăbâca – d. 8 mai 1930) a fost un deputat în Marea Adunare Națională de la Alba Iulia, organismul legislativ reprezentativ al „tuturor românilor din Transilvania, Banat și Țara Ungurească”, cel care a adoptat hotărârea privind Unirea Transilvaniei cu România, la 1 decembrie 1918 :p. 129.

## Biografie
A urmat școala primară confesională greco-catolică în satul natal, iar apoi gimnaziul armeano-catolic în limba maghiară din Gherla, în perioada 1875-1878, fiind clasat eminent. Promovează cursurile secundare la Liceul Romano-Catolic din Cluj (1879-1883), unde ia examenul de bacalaureat cu nota/calificativul Eximio Modo, în iulie 1883. În 1888 să ia doctoratul în Drept la Universitatea Franz Joseph din Cluj. Și-a făcut stagiul de practică la avocații Dr. Aurel Isac din Cluj și Dr. Gavril Man din Dej. În 1890 s-a căsătorit cu Eugenia P. Pop, fiica protopopului din Iclod . În timpul studiilor universitare a fost membru al Societății Academice Iulia din Cluj, apoi membru fondator la ASTRA și Societatea Fondului de teatru, colaborator la Tribuna și alte ziare și reviste sub pseudonimul Gabius. În 1890 obține diploma de avocat în Târgu-Mureș, profesând în Bistrița fără întrerupere până în 1919 :pp. 367-368.
La 1891 este ales membru în Comitetul Executiv al Partidului Național Român din Transilvania,  prezidat de către Dr. Ioan Rațiu, susținând politica memorandistă în adunarea națională de la Sibiu. În 1894 se află între cei 15 memorandiști dați în judecată la Cluj. Ia parte la Congresul Naționalităților din 1895, pentru ca la Adunarea Națională de la Sibiu din 1905 să apere avantajele rezistenței pasive; din acest motiv, Gavril Tripon nu va intra în noul Comitet Executiv activist :p. 129. Cu acest prilej distinsul orator dă un minunat exemplu de solidaritate între generațiile de luptători ardeleni pentru înfăptuirea idealului național – întregirea neamului. Misiunea lui nu a fost mai puțin spinoasă – mărturisirea dr. Alexandru Vaida Voievod – în fața catafalcului pasivității partidului nostru național, decât aceea a lui Antonius în fața sicriului lui Cezar. A fost cel mai mare dintre succesele oratorice ale lui Gavril Tripon .
Împreună cu Gherasim Domide și dr. Demetriu Ciuta organizează în oraș serbările adunării generale a Societății pentru fond de teatru conduse de Iosif Vulcan (1902) și ca președinte al despărțământului bistrițean al ASTREI serbări nemaivăzute în această parte de țară (1907). Organiza conferințe, șezători, întruniri în oraș și la sate. El înființase Reuniunea de cântări (1895) fiind un animator al mișcării cultural-artistice, membru activ al Consiliului Băncii "Bistrițeana", iar pentru a contribui la îmbunătățirea stării materiale și a spiritului de economie, a inițiat înființarea băncii “Coroana” .
În condițiile războiului, a luptei de unitate națională a românilor, onest și echilibrat, juristul bistrițean a știut să-și păstreze calmul și luciditatea, împiedicând orice tendințe anarhice, ori încercări de răzbunare împotriva nedreptăților cauzate de administrația abuzivă care nu se mai bucura de niciun sprijin. Odată cu constituirea consiliilor și gărzilor naționale românești în cadrul mișcării de autodeterminare și destrămare a Monarhiei Austro-Ungare din toamna anului 1918, ca președinte al Consiliului Național Român județean, va munci fără odihnă pentru asigurarea ordinii publice și înfăptuirea unității naționale, în acest colț nord-estic al Ardealului și împreună cu peste 70 de reprezentanți aleși și de drept, între care: dr. Vasile Pahone, dr. Victor Onișor, prof. Ioan Păcurariu, Iulian Marțian, Virgil Șotropa, la care se adaugă cei neoficiali de pe văile Someșului Mare și Bistriței, deplasați cu două trenuri supraîncărcate, vor fi prezenți la Alba Iulia la Marea Adunare Națională din 1 decembrie 1918 . După 1918 este numit prefect în fruntea județului Bistrița-Năsăud, pe care îl conduce până în 1920, când devine membru în Comitetul Agrar Ardelean :p. 129.
A organizat o înălțătoare primire la Bistrița cu ocazia intrării Regimentului 14 Infanterie comandat de colonelul Traian Gheorghiu, iar a perechii regale Ferdinand și Maria, chiar în locuința sa (vis-à-vis de fostul sediu al Băncii Naționale) azi strada Alexandru Odobescu. La începutul lunii decembrie 1918, Divizia a 7-a din Armata Română a pus stăpânire pe orașele Bistrița, Dej și Cluj, de unde ungurii se retrăseseră. În casa lui Gavril Tripon din Bistrița (decembrie 1918), trei personalități ale vremii, Alexandru Vaida-Voevod, Teodor Mihali și Gavril Tripon, discutau oportunitatea trecerii Armatei Române peste linia întâi de demarcație, motivată de suferințele fraților români îndurate dincolo de această linie. În Consiliul de Miniștri, din 9 aprilie 1919, desfășurat sub președinția lui Mihail Pherechide și la care a asistat Iuliu Maniu, s-a hotărât ca armata din Transilvania să treacă linia de demarcație cu misiunea de a elibera ultima colibă românească de sub jugul străin . În anii 1919-1920 sprijină țărănimea pentru înfăptuirea reformei agrare în calitate de membru în Comitetul Agrar al Transilvaniei.
A decedat la 8 mai 1930, la 70 de ani, fiind înmormântat în cimitirul din Cluj :pp. 367-368.

## Activitatea politică

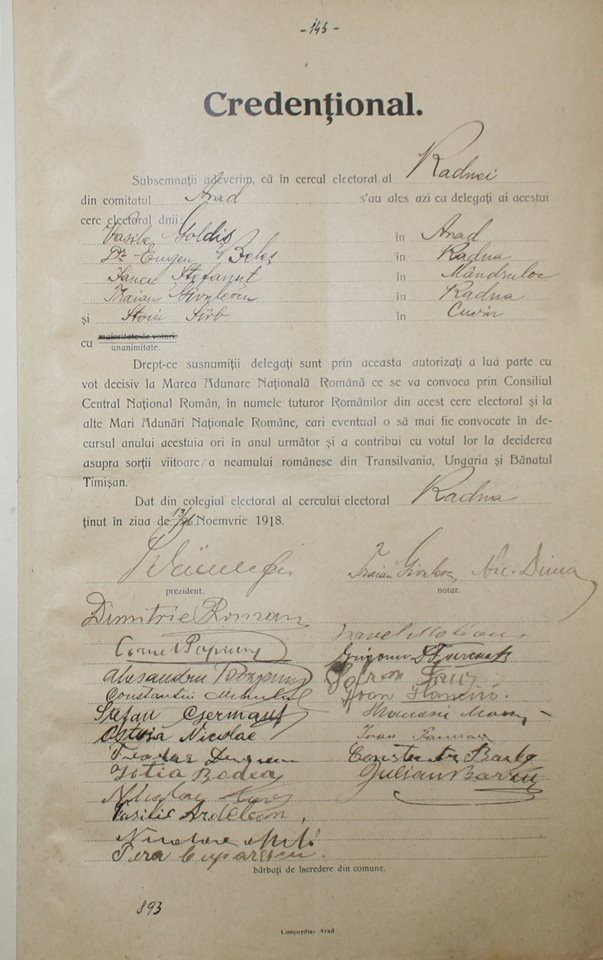
Credențional

Ca deputat în Adunarea Națională din 1 decembrie 1918 a fost delegat al cercului electoral Bistrița :p. 129. Este ales în Marele Sfat Național, iar după Unire face parte din Parlament la deputat în perioada 1922-1926 și 1927-1928 :pp. 367-368.  În politică a militat pentru interesul general și nu făcea demagogie (I.C. Brătianu) .

## Recunoașteri
Pentru merite a primit Medalia de Mare ofițer al Ordinului Coroana României . De asemenea, o stradă din orașul Bistrița îi poartă numele.